# Star proti silám zla
Star proti silám zla (v anglickém originále Star vs. the Forces of Evil) je americký animovaný televizní seriál stanice Disney XD (1.-3.řada), později Disney Channel (4.řada) se žánrem hrdinské fantasy. Hlavní roli tvoří princezna Hvězduše "Star" Motýlová a její parťák Marco Diaz. První díl byl odvysílán 18. ledna 2015 a poslední díl 19. května 2019. 

## Děj
Star Butterfly (Hvězduše Motýlová) je kouzelná princezna z jiné dimenze nazývanou Mewni a zároveň je i dědička královského trůnu Motýlího království. Podle tradice dostává ke svým čtrnáctým narozeninám rodinnou kouzelnou hůlku, která se dědí napříč generacemi královské rodiny. Hvězduše je známá jako nejenergičtější a nejbláznivější dítě v celé královské rodině. Poté, co omylem zapálí rodinný hrad, se její rodiče, král River a královna Moon Butterfly, rozhodnou, že bezpečnější variantou bude poslat ji na Zemi jako výměnnou studentku, aby tam mohla pokračovat v magickém výcviku a mohla bojovat se zloduchy. Spřátelí se se studentem Marcem Diazem a během studia na Akademii Echo Creek žije s jeho rodinou na předměstí Los Angeles. Star a Marco se musí vypořádat s každodenním školním životem a zároveň chránit si svoji hůlku před tím, aby se dostala do rukou Luda, napůl ptačího napůl lidského tvora z Mewni, který velí skupině příšer. 
V průběhu seriálu se objevují noví, hrozivější postavy, včetně tajemného monstra Toffeeho a dcery bývalé královny Eclipsy, napůl Mewmanka napůl monstrum Meteora Butterfly. Děj se přesouvá od obrany hůlky před Ludem k většímu a komplexnějšímu vyprávění zaměřenému na různé konflikty točící se kolem předsudků vůči monstrům, vedení Mewni, historii Mewni a samotné podstaty magie. Odhaleno je také několik záhad z minulosti motýlího královského rodu, které se většinou točí kolem Eclipsy Butterfly, známá jako „královna temnoty“ a zároveň nejznámější člen v historii motýlího rodu. V dalších sériích se také výrazněji objevuje nebo se k seriálu připojuje několik vedlejších postav, včetně Hvězdušiny nejlepší kamarádky z Mewni, Pony Head (vznášející se hlava jednorožce), bývalého přítele Hvězduše napůl démona Toma, rošťácké Janny a člena Vysoké magické komise Hekapoo; větší roli získává také královna Moon.

## Postavy
Hvězduše Star Motýlová je čtrnácti letá (později patnácti letá) magická princezna z dimenze Mewni, vysoká 157 cm. Vlastní kouzelnou hůlku, kterou obdržela od své matky k čtrnáctým narozeninám. Po incidentu kdy málem zapálila celý Motýlí hrad, je však poslána na Zemi jako výměnná studentka, kde nachází útočiště u rodiny Diazových. Tam využívá svou hůlku, aby si usnadnila život a bojovala proti armádě monster vedené Bludem.
Hvězduše Star Motýlová je patnáctiletá dívka, vysoká 157 cm. Má světlou pleť, světle modré oči a dlouhé blond vlasy sahající až ke kolenům. Většinou její ofina překrývá oči a obočí, pravděpodobně kvůli tomu, jak velké má oči.
Na tvářích má obvykle růžově srdíčkové emblémy. Tyto znaky na tvářích se někdy mění podle Hvězdušiny aktuální emoce: Přesýpací hodiny, když se nudí, šedé lebky, když je nadšená do boje, bílé lebky, když je depresivní, žárovky, když má nápad, značky stop, když je v nebezpečí, zlomená srdce, když je zraněná a rozkvetlé růže, když je ohromená.
Je velmi energické a přátelské děvče, které by se dalo označit i za trochu bláznivé. Je optimistická, otevřená, miluje zábavu a ráda pomáhá ostatním, protože v jejích očích jsou cizinci jen přátelé, které dosud nepotkala. Na začátku měla Hvězduše předsudky vůči monstrům a označovala je za zlé. Postupem času však uznává své chyby a stává se tolerantnější. Nakonec bojuje za práva monster na Mewni.
Hvězduše má světlou pleť, modré oči, blond vlasy sahající po kolena a na každé tváři růžové srdce, které mění tvar podle její nálady. Šatník Hvězduše Star Motýlové obsahuje širokou škálu barev. Obvykle nosí červenou nebo purpurovou čelenku s ďábelskými rohy a nechává si vlasy rozpuštěné, ale někdy používá svou kouzelnou hůlku k proměně účesu, například do culíků nebo copů (a jednou dokonce k proměně čelenky na jiný druh pokrývky hlavy).
Ačkoli má Hvězduše mnoho různých vzhledů, nosí především pět opakujících se:
1. Mořsky zelené šaty s krátkými rukávy, bílým límečkem, bílou krajkou na rukávech a sukni a roztomilou růžovou chobotnicí na přední straně. Také nosí růžovo-oranžové punčochy, tmavě purpurové boty s motivem nosorožce a malou žlutou kabelku ve tvaru hvězdy s obličejem.
2. Tmavě modrozelené šaty bez rukávů se čtyřmi barevnými pruhy na hrudi, bílou krajkou na spodním lemu a bílým medvědím obličejem na levé straně směrem ke spodní části. K tomu nosí světle mořsky zelené a bílé pruhované legíny, růžové boty s bílými králičími obličeji a tmavě růžovými podrážkami a stříbrný náramek s hroty.
3. Nebesky modré šaty bez rukávů s krátkou sukní a šňůrkou uvázanou u výstřihu. Kolem pasu mají broskvově zbarvený pásek a červený pásek šikmo na pravou stranu. Dále nosí malou šedou kabelku ve tvaru mráčku s obličejem, pruhované modré legíny, které jsou nahoře tmavě modré a směrem dolů se zesvětlují, světle modré tenisky s bílými špičkami a chlupaté světle modré návleky na nohy.
4. Tmavě zelenomodré šaty s mátově zeleným lemem, růžovými pruhovanými legínami, náhrdelníkem s pavoukem a bílé boty se žlutými hvězdami na patách, horkě růžovými podrážkami a světle růžovými špičkami. Její čelenka s ďábelskými rohy je purpurová místo červené.
5. Tyrkysové šaty bez rukávů s volánkovými světle modrými rameny, fialovým páskem, nafouklým bílým lemem a obrázkem narvala na spodní levé straně, modro-fialové pruhované legíny, šedě švestkové boty s růžovými špičkami s obličeji na nich a tmavě modrými podrážkami, purpurovou čelenku a stříbrný náramek s hroty na levém zápěstí. Tato kombinace má podobnosti s ostatními opakujícími se šaty Hvězduše.
Hvězduše se tajně zamiluje do Marca, který její city zpočátku neopětuje. O její lásce se dozví během episody Dne písně. Po nějaké době začne Marco Hvězduši také milovat, ale ta je mezitím opět se svým bývalým přítelem Tomem. Společně zničí Kletbu krvavého měsíce, která je svedla dohromady, ale ukáže se, že jejich city nebyly výsledkem kletby. Před zničením magie se dají dohromady.
Marco Diaz je nejlepší kamarád Hvězduše ze Země a její parťák při interdimenzionálních dobrodružstvích. Před setkáním se Hvězduší byl známý jako opatrný typ. Je zodpovědný a věrný chlapec, který vždy stojí po boku Hvěžduše. Díky jejich přátelství se Marco stává sebevědomějším a je ochoten podstupovat rizika. Trénuje karate disciplínu Tang Soo Do a během seriálu získává červený pásek.
Od školky je Marco zamilovaný do Jackie-Lynn Thomasové. Ve třetí sérii se zamiluje do Star, ale zpočátku se mu nedaří se k ní přiblížit. Krok za krokem si k ní buduje vztah a nakonec spolu začnou chodit. Marco je průměrně vysoký teenager latinskoamerického původu. Má snědou pleť, tmavě hnědé vlasy a hnědé oči. Jeho každodenní outfit tvoří červená mikina s kapucí, tmavě šedé kalhoty a olivově zelené tenisky. Jeho charakteristickým znakem je mateřské znaménko pod pravým okem.
Ludo je úhlavní nepřítel Hvězduše a neustále se snaží ukrást její kouzelnou hůlku. Na konci první série je vyhozen ze svého zámku Toffeem. Probojovává se divočinou Mewni a je zapleten do Toffeeho plánů. Po tomto incidentu se nechá vrhnout zpět do hlubin vesmíru, kde po čase zešílí. Jeho „malý bratr“ Dennis ho nakonec povzbuzuje, aby znovu postavil zámek Avarius a vedl nový, pokojný život.
Jackie-Lynn Thomasová je dívka, do které je Marco zamilovaný. Ráda jezdí na skateboardu a ve druhé až třetí sérii je s Marcem ve vztahu, dokud se s ním nerozejde. Ve čtvrté sérii naváže vztah s francouzskou dívkou jménem Chloe.
Janna Ordonia je záhadné děvče, které chodí do stejné třídy jako Hvězduše a Marco. Sbírá mnoho informací, a proto zná všechny osobní údaje o Marcovi, včetně jeho hesel a biometrických dat. Janna je filipínského původu a dokáže zadržet dech na 60 sekund. V epizodě Hotovo, šmitec dokáže na minutu upadnout do kómatu.  Zajímá se o démonologii a čarodějnictví.
Glossaryck je učitel Hvězduše. Od generace ke generaci žije v kouzelné knize rodiny Motýlových, která je, jakmile prvorozená princezna dosáhne čtrnácti let, předávána její matkou, královnou, spolu s královskou kouzelnou hůlkou. Je to nejmocnější bytost v celém vesmíru a má rád pudink.

## Vysílání
| Řada | Díly | Premiéra v USA    | Premiéra v USA  | Premiéra v ČR  | Premiéra v ČR      |
| Řada | Díly | První díl         | Poslední díl    | První díl      | Poslední díl       |
| ---- | ---- | ----------------- | --------------- | -------------- | ------------------ |
| 1    | 13   | 18. ledna 2015    | 21. září 2015   | 4. října 2015  | 13. února 2016     |
| 2    | 22   | 11. července 2016 | 27. února 2017  | 7. ledna 2017  | 30. září 2017      |
| 3    | 21   | 15. července 2017 | 7. dubna 2018   | 21. října 2019 | 18. listopadu 2019 |
| 4    | 21   | 10. března 2019   | 19. května 2019 | 6. ledna 2020  | 19. února 2020     |

## Dabingové obsazení v českém znění
- Star Butterfly (Hvězduše Motýlová) – Ivana Korolová[1]
- Marco Diaz – Jakub Nemčok[1]
- River Butterfly (Král Motýl) – Pavel Šrom[1]
- Ředitel školy – Bohdan Tůma[1]
- Buff Frog (Ropušinec) – Ludvík Král[1]
- Ludo (Bludo) – Petr Neskusil[1]
- Tom – Vojtěch Hájel[1]